# Sabine Völker
Sabine Völker, född 11 maj 1973 i Erfurt i dåvarande Östtyskland, är en tysk tidigare skridskoåkare som tävlade i hastighetsåkning på skridskor. Hon tog tre invididuella medaljer vid  olympiska vinterspelen 2002 i Salt Lake City samt ingick i det tyska lag som vann lagtävlingen vid olympiska vinterspelen 2006 i Turin.
Hon började åka skridskor 1979, och började 1986 på sportskolan i Erfurt. Hon blev också världsmästarinna i lagtempo 2005, och deltog i olympiska vinterspelen 1998 i Nagano.
Den 2 juni 2006 meddelade hon att hon lägger sina skridskor på hyllan.

### Fotnoter
1. ↑  ”Sabine Völker: Vom Eise befreit” (på tyska). Speedskatingnews. 2 juni 2006. http://www.speedskatingnews.info/en/sabine-voumllker-vom-eise-befreit/. Läst 14 februari 2014.